# NGC 113
NGC 113 là một thiên hà dạng thấu kính nằm trong chòm sao Kình Ngư. Nó được phát hiện bởi nhà thiên văn học người Đức, Ernst Wilhelm Leberecht Tempel, vào ngày 27 tháng 8 năm 1876. Thiên hà nằm cách Trái Đất khoảng 210 triệu năm ánh sáng và có đường kính khoảng 80.000 năm ánh sáng.